# Personaggi di Young Justice
Questa voce contiene un elenco dei personaggi della serie animata Young Justice.

## Personaggi principali

### Dick Grayson
Dick Grayson / Robin / Nightwing (stagioni 1-3): nella prima stagione veste i panni di Robin, divenuto pupillo e spalla di Batman dopo la morte dei suoi genitori, un giovane genio con doti da hacker e che usa gadget high-tech. Nella seconda stagione lascia il ruolo del Ragazzo Meraviglia per diventare Nightwing e il nuovo capo della squadra. In italiano è doppiato da Alessio De Filippis (prima stagione), Massimo Triggiani (seconda stagione).

### Conner Kent
Kon-El / Conner Kent / Superboy (stagioni 1-3): creato nei laboratori Cadmus, è un ibrido kryptoniano-umano clone genomorfico di Superman, con il quale condivide molte delle sue abilità. Successivamente prende il nome umano di Conner Kent, datogli da Miss Martian. Nella prima stagione si scopre che è stato creato in parte con il sangue di Lex Luthor con l'obiettivo di sostituire Superman. In italiano è doppiato da Marco Vivio.

### Wally West
Wally West / Kid Flash (stagioni 1-2, guest 3): protetto di Flash (Barry Allen, del quale è anche nipote), è in grado di correre a velocità ipersonica. Nella prima stagione è un membro fisso della squadra, ma prima dell'inizio della seconda sveste i panni del supereroe insieme alla compagna Artemis Crock. Al termine della seconda stagione, nel tentativo di salvare la terra dalla distruzione da parte dei Cavalieri, scompare nel nulla risucchiato da un campo di energia. In italiano è doppiato da Daniele Raffaeli.

### Kaldur'Ahm
Kaldur'Ahm / Aqualad / Aquaman (stagioni 1-3): creato appositamente per la serie, è il protetto di Aquaman proveniente da Atlantide, che può respirare sott'acqua e usare l'idrokinesia, la capacità di aumentare la densità specifica dell'acqua e di manipolare la sua forma. Nella seconda stagione compie una missione in incognito per conto della squadra da suo padre Black Manta, per scoprire i piani de "La Luce". In italiano è doppiato da Edoardo Stoppacciaro.

### M'ggan M'ozz
M'ggan M'ozz / Megan Morse / Miss Martian (stagioni 1-3): nipote di Martian Manhunter, come suo zio, ha capacità telecinetiche e telepatiche, nonché volo, camuffamento e controllo della densità corporea. A differenza dello zio, è una marziana bianca che cerca di nascondere la sua identità al resto del team. Nella prima stagione ha una relazione con Superboy, mentre a partire dalla seconda fa coppia con Lagoon Boy, che lascia al termine della stessa. In italiano è doppiata da Letizia Ciampa.

### Artemis Crock
Artemis Crock / Artemis / Tigress (stagioni 1-3): protetta di Green Arrow, anche se inizialmente si presenta alla squadra come sua nipote, è in realtà la figlia di Sportsmaster. È un'arciere esperta di atletica. Prende l'identità di Tigress durante la seconda stagione. In italiano è doppiata da Joy Saltarelli.

## Personaggi secondari

### Introdotti nella prima stagione
- Sfera (stagioni 1-3): macchina senziente proveniente dal lontano pianeta di Nuova Genesi, che può assumere varie forme. Di solito è usato dalla squadra come trasporto, ma spesso combatte anche insieme a loro. Sviluppa una forte relazione con Superboy.
- Wolf (stagioni 1-3): è un lupo di notevoli dimensioni che diventa l'animale di Superboy e membro della squadra dopo essere stato liberato dal controllo mentale durante una delle loro missioni. In originale è doppiato da Dee Bradley Baker.
- Roy Harper/Speedy/Freccia Rossa (stagioni 1-3): inizialmente veste i panni di Speedy, uno dei protetti di Freccia Verde che inizialmente declina ad unirsi alla squadra, ma nel corso della prima stagione diventa membro della Justice League. Si scoprirà poi che è un clone dell'originale Roy Harper, creato da "La Luce" per infiltrarsi nella Justice League e sottomettere tutti i membri al volere di Vandal Savage. Intraprende una relazione con Cheshire, con la quale avrà una figlia. A partire dalla terza stagione cambierà legalmente il suo nome in Will Harper e aprirà una ditta di sicurezza privata (la Bow Hunter Security Team), ritirandosi dall'attività di eroe per crescere sua figlia.
- Zatanna/Zatanna Zatara (stagioni 1-3): figlia di Zatara, diventato in seguito Dottor Fate, è una maga come suo padre che si unisce al team nella prima stagione. Cinque anni dopo, all'inizio della seconda stagione, viene accolta nella Justice League. Doppiata in italiano da Eva Padoan.
- Raquel Ervin/Rocket (stagioni 1-2): è l'ultimo membro ad unirsi alla squadra nella prima stagione. Capace di manipolare l'energia cinetica, solitamente per creare uno scudo.

### Introdotti nella seconda stagione
- Jaime Reyes/Blue Beetle (stagioni 2-3): è un supereroe di origine messicana che è stato infettato da uno scarabeo alieno che gli fornisce un potente arsenale di armi, ma con il quale è spesso in conflitto a causa dei suoi metodi troppo bruschi. Ricopre un ruolo fondamentale nella seconda stagione, che vede arrivare sulla terra i Reach. Impulso gli dirà che nel futuro da cui proviene diventerà malvagio. Viene messo in modalità on da Green Beetle, un agente dei Reach e verso la fine della stagione tradirà la squadra, per poi venire liberato insieme a Green Beetle dalla modalità on con l'aiuto di Zatanna. In originale è doppiato da Eric Lopez, in italiano da Gianluca Crisafi.
- Garfield Logan/Beast Boy (stagioni 1-3): inizialmente introdotto nella prima stagione come un bambino comune che diventa fratello adottivo di Miss Martian. Durante la pausa tra la stagione uno e due, acquisisce abilità di trasformarsi in animali in seguito ad una trasfusione di sangue proprio da parte di Miss Martian. In originale è doppiato da Logan Grove, in italiano da Gabriele Patriarca.
- Tim Drake/Robin (stagioni 2-3): all'inizio della seconda stagione viene introdotto come nuovo Robin, il terzo considerando Dick Grayson e Jason Todd (che ne ha indossato i panni tra la stagione uno e due). In originale è doppiato da Cameron Bowen, in italiano da Manuel Meli.
- Lagoon Boy/La'gann (stagioni 1-2): è un cittadino anfibio di Atlantide esperto nuotatore che è in grado di ingigantire le sue dimensioni. In originale è doppiato da Yuri Lowenthal, in italiano da Alessio Puccio.
- Barbara Gordon/Batgirl/Oracle (stagione 1-3): figlia di James Gordon, è l'altra protetta di Batman insieme a Robin che si unisce alla Squadra nella seconda stagione. Originariamente appare brevemente nei panni di studentessa nella prima stagione. In originale è doppiata da Alyson Stoner.
- Cassandra Sandsmark/Wonder Girl (stagioni 2-3): protetta di Wonder Woman che possiede forza sovrumana, velocità, volo e capacità di combattimento corpo a corpo. In originale è doppiata da Mae Whitman, in Italiano da Erica Necci.
- Bart Allen/Impulse/Kid Flash (stagioni 2-3): è un viaggiatore del tempo che arriva dal futuro e nipote di Flash (Barry Allen). Viaggia al presente durante la seconda stagione per alterare la storia, salvare la Terra da un'apocalisse imminente e per evitare che Blue Beetle diventi il più grande cattivo della storia. Come suo nonno, può correre a velocità ipersonica; può anche usare i suoi poteri per creare forti vibrazioni usando le sue mani. In originale è doppiato da Jason Mars, è in italiano è doppiato da Flavio Aquilone.
- Virgil Hawkins/Static (stagione 1-3): è un giovane ragazzo rapito e vittima di esperimenti da parte dagli alieni nella seconda stagione, e che ottiene il potere di magnetizzare gli oggetti. Si unisce alla Squadra nell'ultimo episodio della stagione. In originale è doppiato da Bryton James, in italiano da Alessio De Filippis.
- Roy Harper/Speedy/Arsenal (stagioni 1-3): è il "vero" Speedy, che è stato sostituito nella prima stagione da un suo clone (Freccia Rossa). Nella seconda stagione, una volta liberato dal suo stato di ibernazione, cambia identità e diventa Arsenal. In originale è doppiato da Crispin Freeman.

### Introdotti nella terza stagione
- Cissie King-Jones/Arrowette (stagione, guest 1-3): apparsa originariamente come civile nella prima stagione.
- Stephanie Brown/Spoiler (stagione, guest 2-3): apparsa originariamente come civile nella seconda stagione.
- Tatsu Yamashiro/Katana (stagione 3).
- Rex Mason/Metamorpho (stagione 3).
- Brion Markov/Geo-Force (stagione 3).
- Violet Harper/Halo (stagione 3).
- Forager/Fred Bug (stagione 3).

### Justice League
- Kal-El/Clark Kent/Superman (stagioni 1-3): proveniente dal pianeta Krypton, è l'uomo d'acciaio e protettore di Metropolis. È uno dei membri principali della Justice League. Nella prima stagione viene a conoscenza che i laboratori Cadmus hanno clonato dal suo sangue (e da quello di Lex Luthor) Superboy che, dopo qualche divergenza iniziale, arriverà a considerare al pari di un fratello. In italiano è doppiato da Alberto Angrisano.
- Bruce Wayne/Batman (stagioni 1-3): è il giustiziere mascherato di Gotham City, che ha il compito di assegnare alla Squadra le missioni. Nella prima stagione la sua spalla era Dick Grayson, tra la prima e la seconda Jason Todd e nella seconda Tim Drake. In originale è doppiato da Bruce Greenwood, in italiano da Marco Balzarotti.
- Diana Prince/Wonder Woman (stagioni 1-3): è una principessa amazzonica che ha addestrato Wonder Girl.
- Barry Allen/Flash (stagioni 1-3): l'uomo più veloce del mondo e membro della Justice League, è il mentore di Wally West, del quale è anche lo zio. Nella seconda stagione arriva dal futuro Bart Allen, che si scoprirà essere il nipote di Barry.
- Orin/Arthur Curry/Aquaman (stagioni 1-2, guest 3): è il re di Atlantide, membro della Justice League e mentore di Aqualad.
- J'onn J'ozz/John Jones/Martian Manhunter (stagioni 1-3): di razza marziana, è lo zio di Miss Martian nonché uno dei componenti più importanti della Justice League.
- Oliver Queen/Freccia Verde (stagioni 1-3): è uno dei membri della Justice League e mentore di Roy Harper (divenuto poi Arsenal), e di Artemis. doppiato da: Roberto Draghetti
- Billy Batson/Capitan Marvel/Shazam (stagioni 1-3): è un componente della Justice League anche se è in realtà un ragazzino. Nel corso della prima stagione si occupa di diversi missioni insieme alla Squadra.
- John Smith/Red Tornado (stagioni 1-3): è il responsabile della supervisione della Squadra nella prima stagione.
- Dinah Lance/Black Canary (stagioni 1-3): moglie di Freccia Verde e membro della Justice League, si occupa dell'addestramento fisico della Squadra. Doppiata da Roberta Greganti.
- Jefferson Pierce/Fulmine Nero (Black Lightning) (stagioni 3): supereroe che aiuta gli outsiders e collabora con Nightwing.

## Antagonisti

### La Luce
- Vandal Savage
- Lex Luthor
- Ra's al Ghul (ex)
- Queen Bee
- Ocean Master (ex)
- Brain (ex)
- Klarion (ex)
- Black Manta
- Deathstroke
- Darkseid

### Lega dell'ingiustizia
- Joker (leader assieme a Poison Ivy)
- Poison Ivy (leader assieme a Joker)
- Wotan (ex)
- Black Adam (presunto membro)
- Ultra-Humanite
- Atomic Skull
- Conte Vertigo (ex)

### Lega degli assassini
- Ra's al Ghul (leader)
- Clayface/Matthew Hagen
- Talia al Ghul
- Spaventapasseri/Jonathan Crane
- Cheshire (ex)
- Hook (catturato)
- Ubu
- Ragno Nero
- Sensei
- Lady Shiva
- Merlyn/Malcolm Merlyn
- Arsenal (ex)

### Gli Stregoni
- Klarion (leader)
- Wotan
- Lo Stregone
- Blackbriar Thorn
- Felix Faust
- Teekl (gatto di Klarion)

### I nemici della Luce
- Blockbuster
- Mr. Twister
- T.O. Morrow
- Kobra
- Mammoth
- Shimmer
- Bane
- Sportsmaster
- Cheshire
- Lega degli assassini
- Prof. Ivo
- Abra Kadabra
- Psimon
- Enigmista
- Hugo Strange
- Icicle
- Capitan Cold
- Killer Frost
- Mr. Freeze
- Monsieur Mallah
- Blackbriar Thorn
- Felix Faust
- Devastation
- I gemelli del terrore

### Altri nemici
- Bruno Manheim
- Black Beetle
- Mongul
- Amazo
- Parassita
- Lobo
- Despero
- Livewire
- Cappellaio Matto/Jarvis Tetch

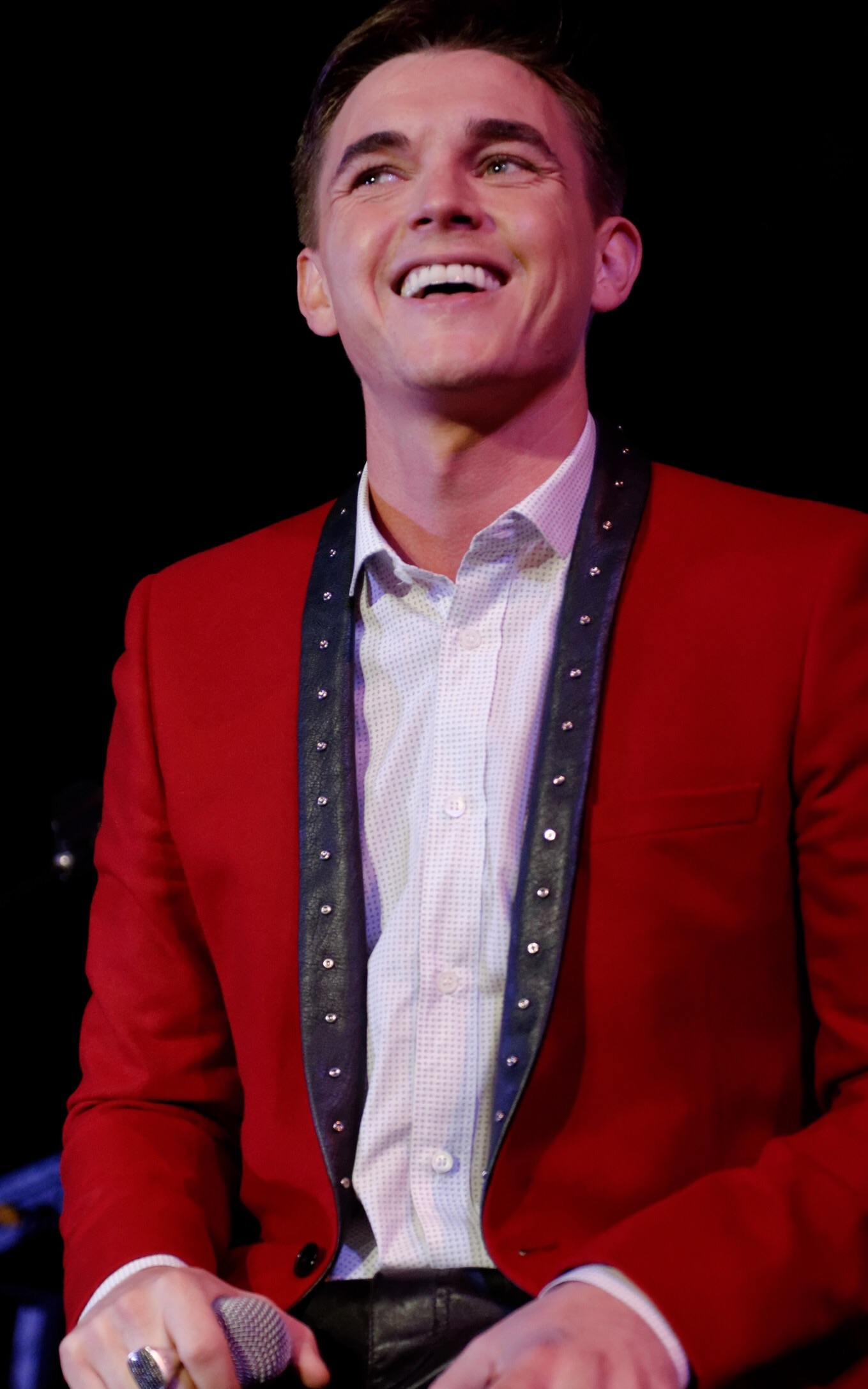
Jesse McCartney doppia Dick Grayson
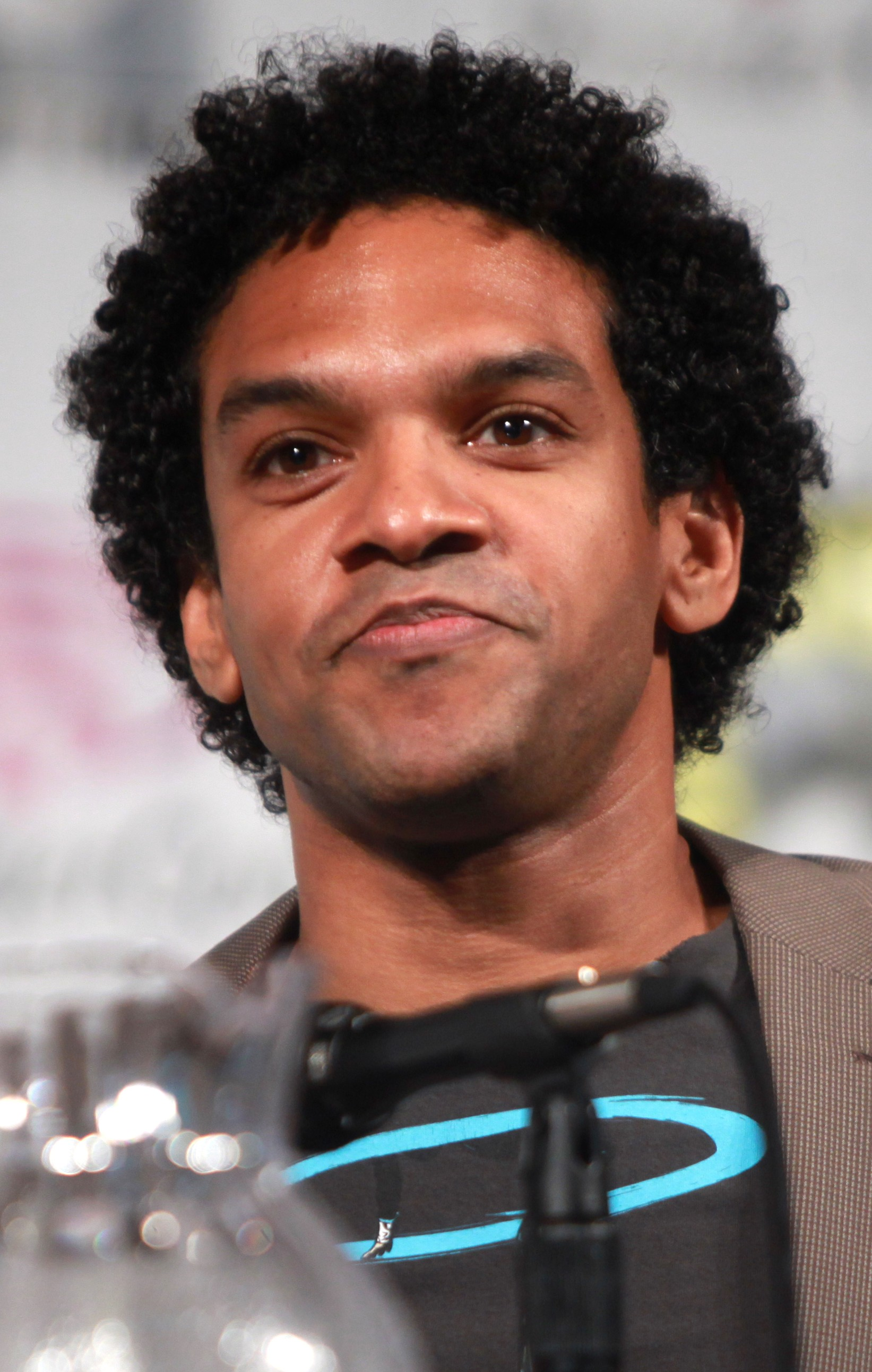
Khary Payton doppia Kaldur'ahm
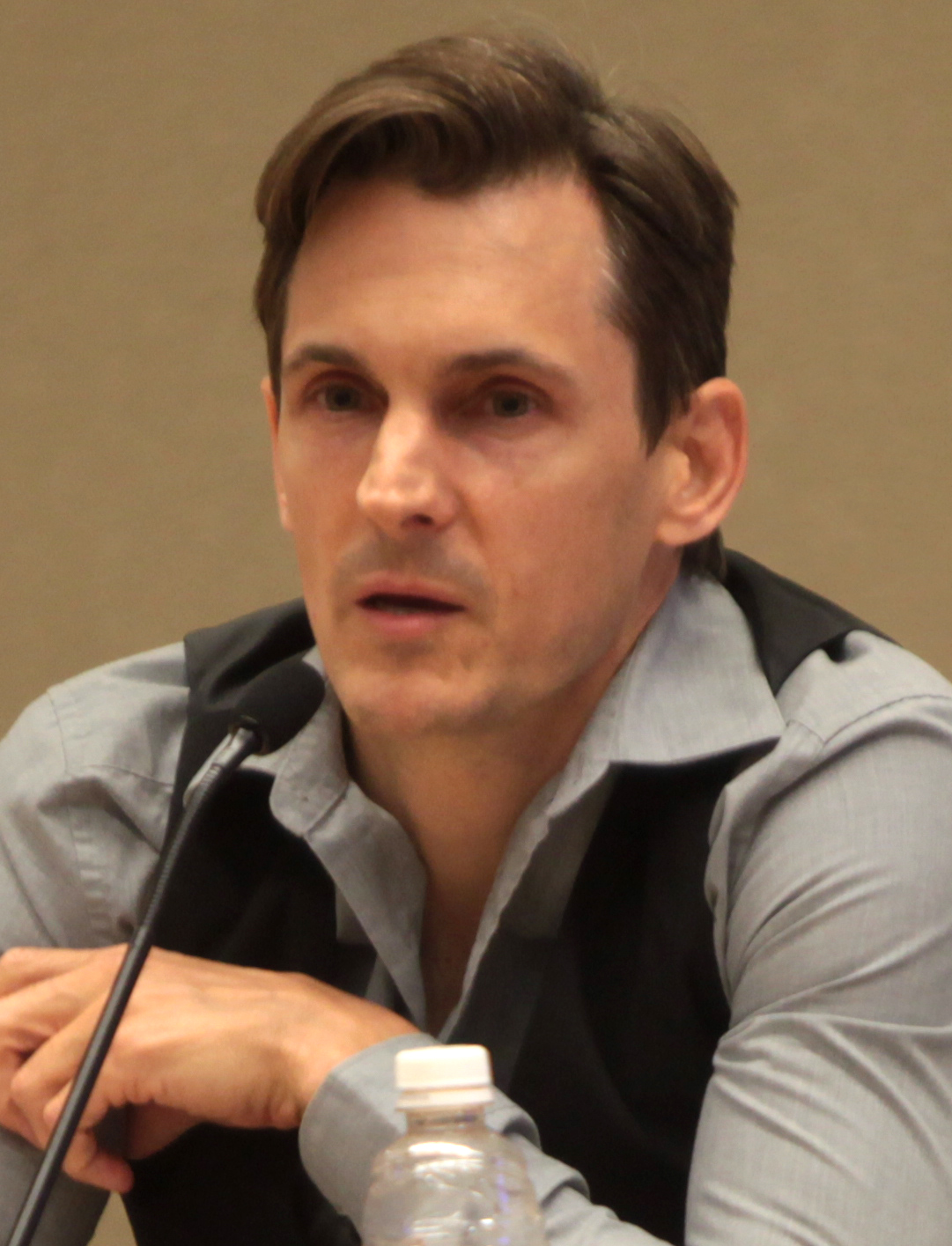
Jason Spisak doppia Wally West
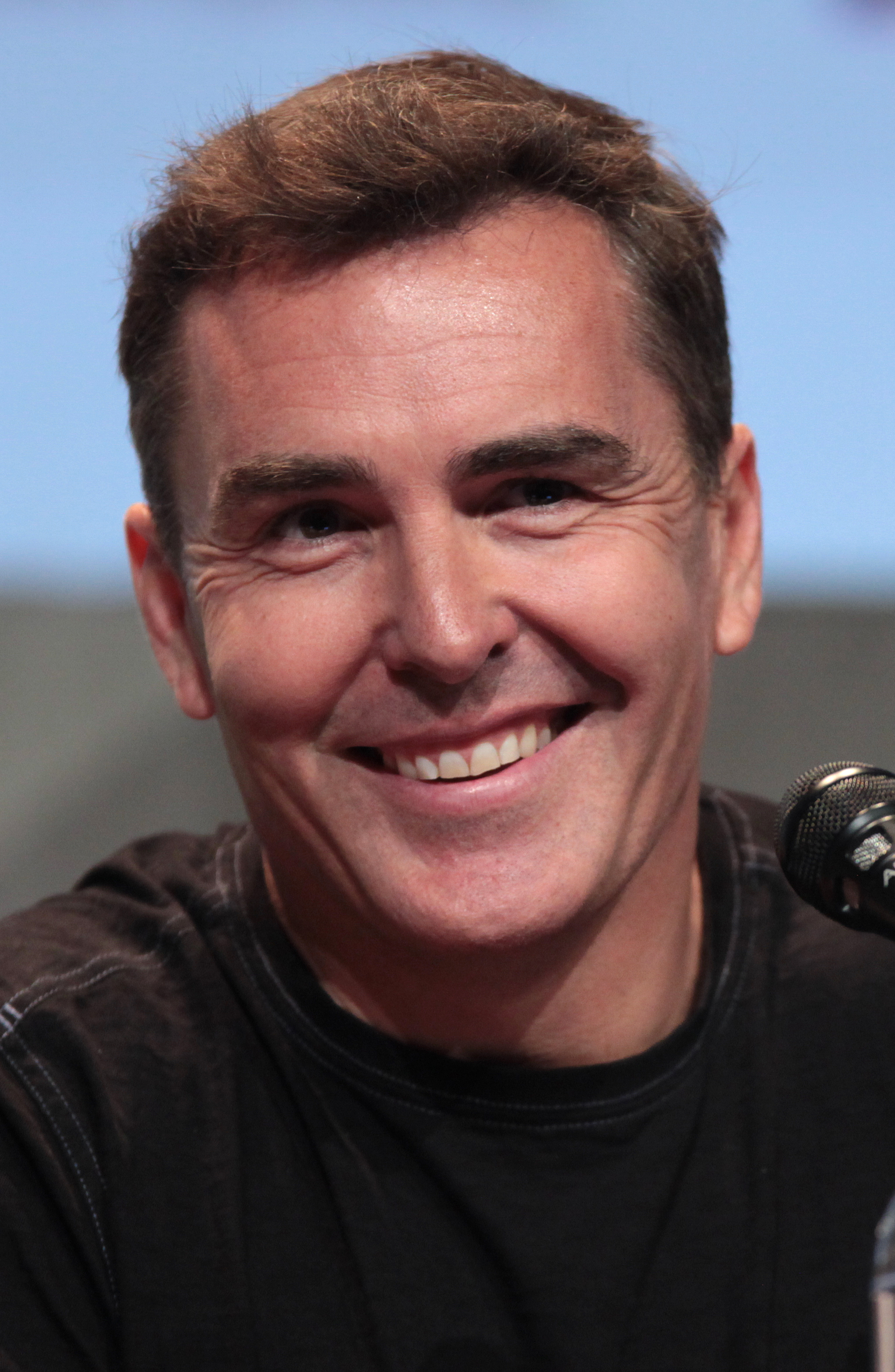
Nolan North doppia Superboy
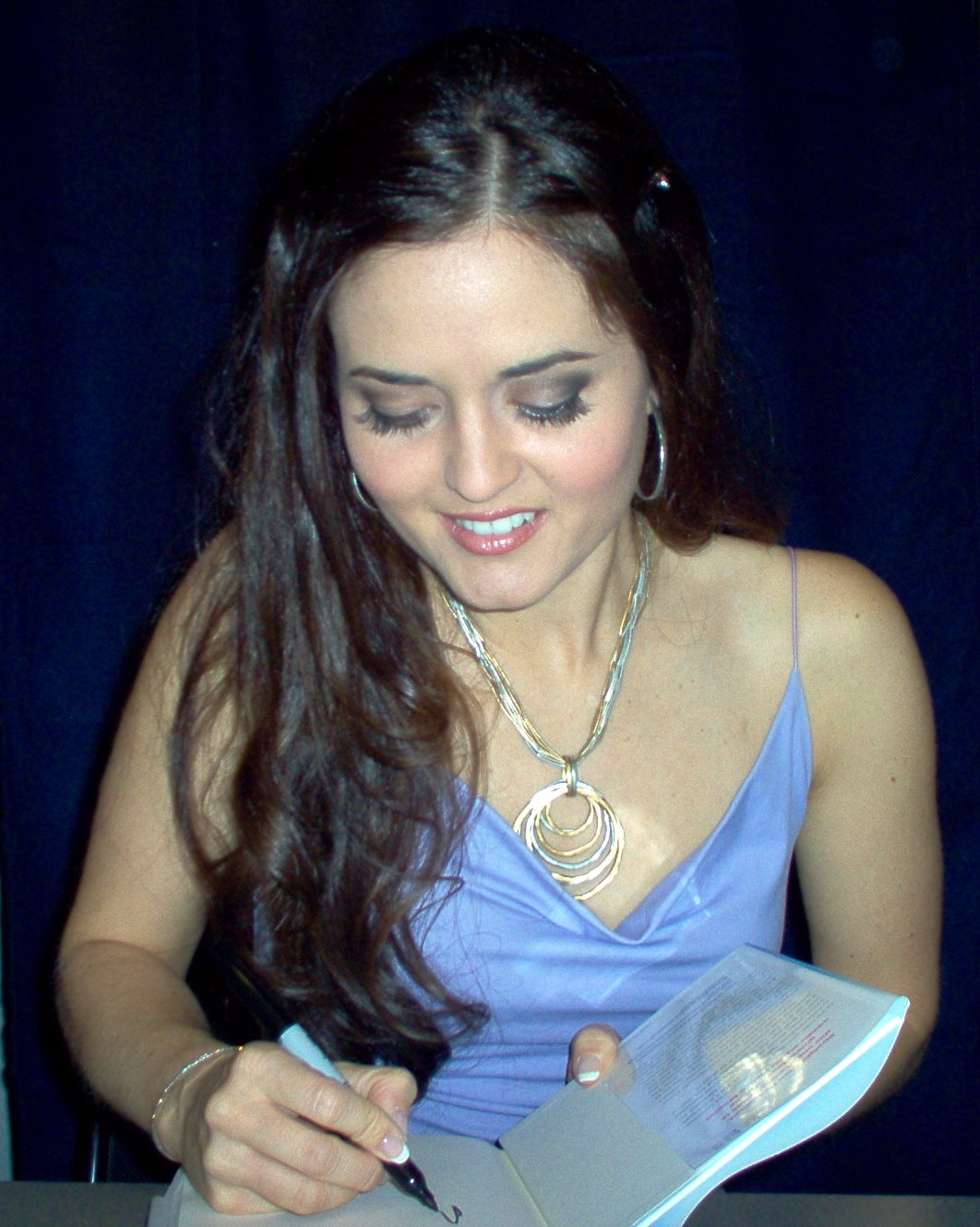
Danica McKellar doppia M'gann M'orzz
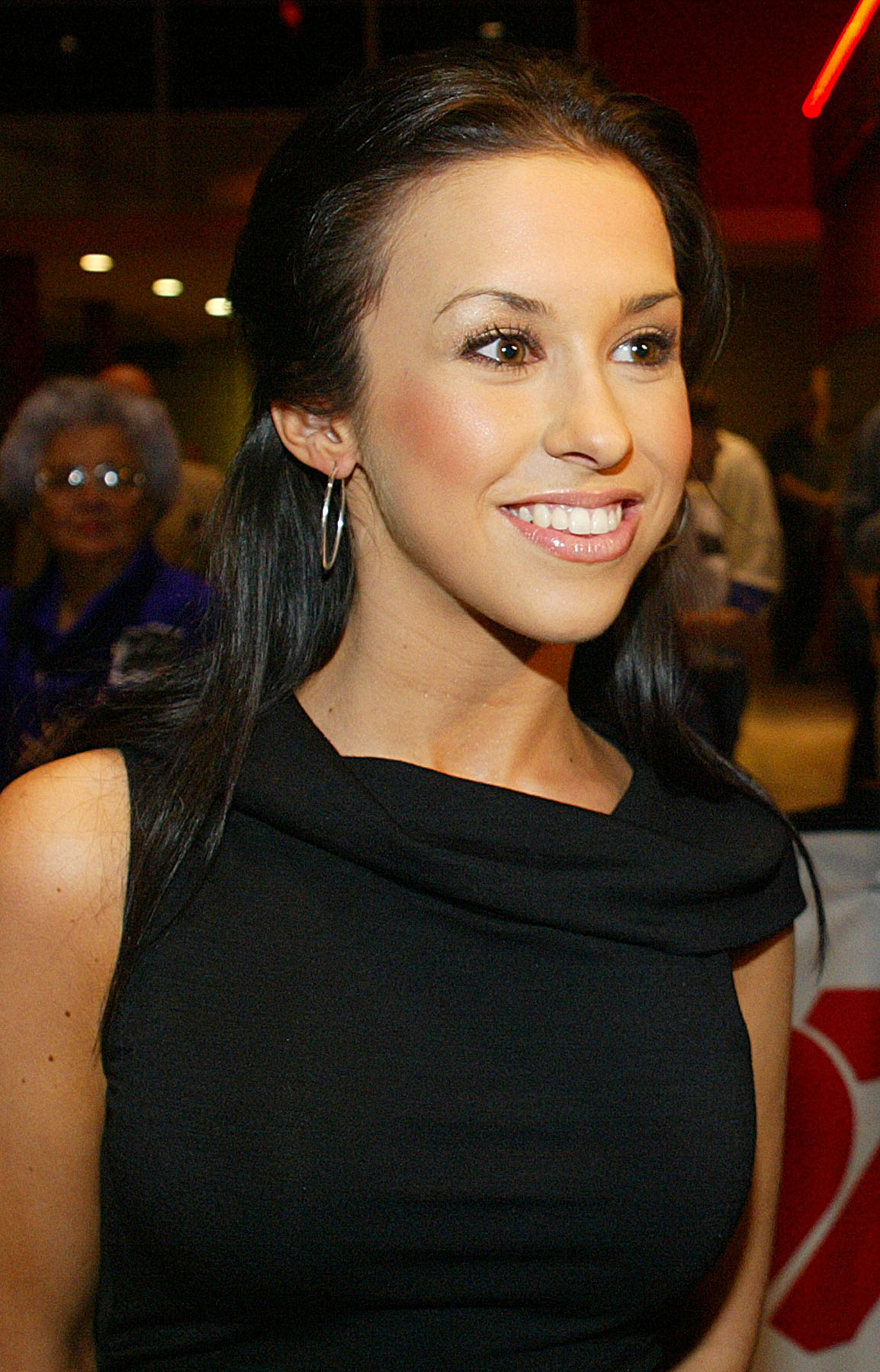
Lacey Chabert doppia Zatanna
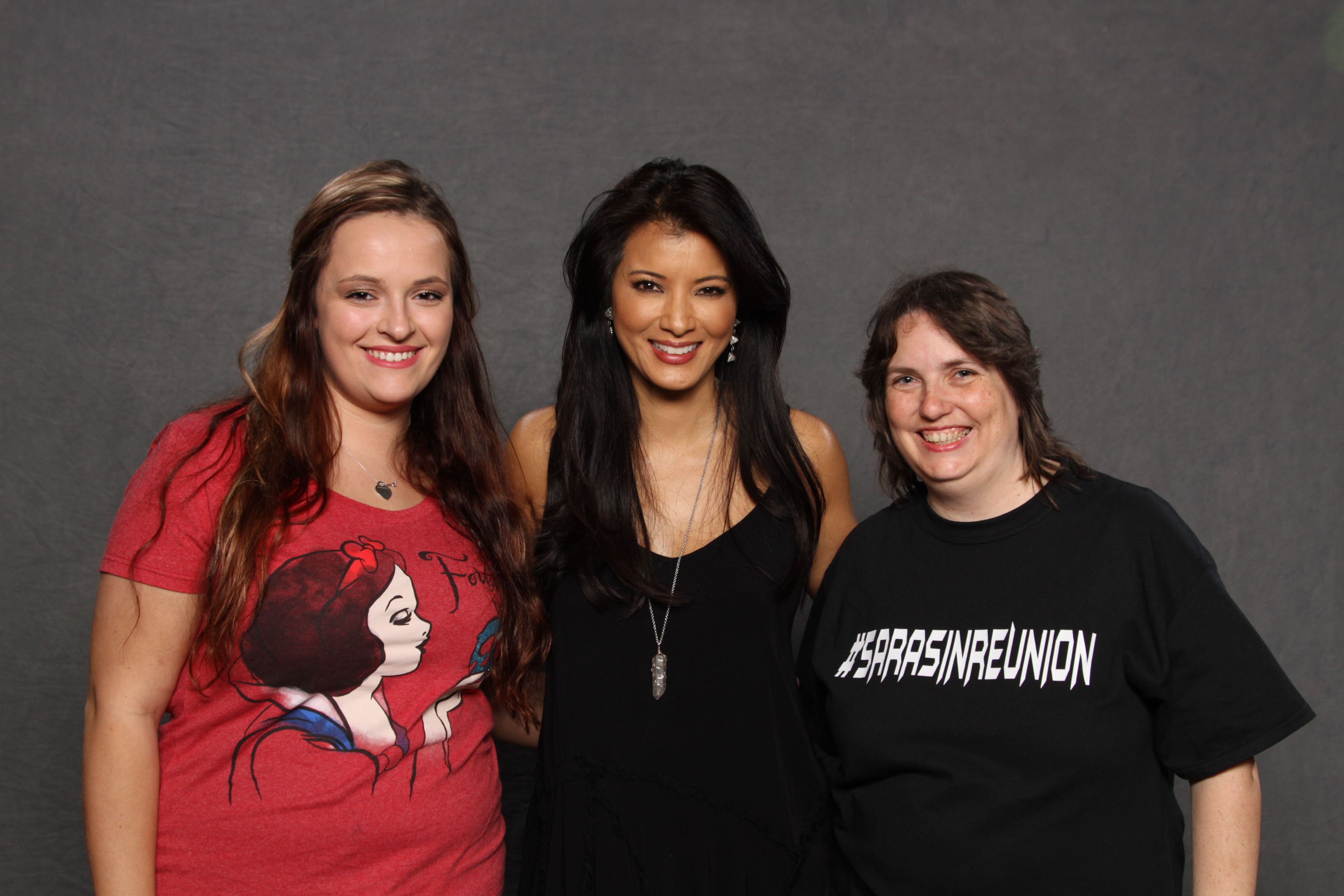
Kelly Hu doppia Cheshire
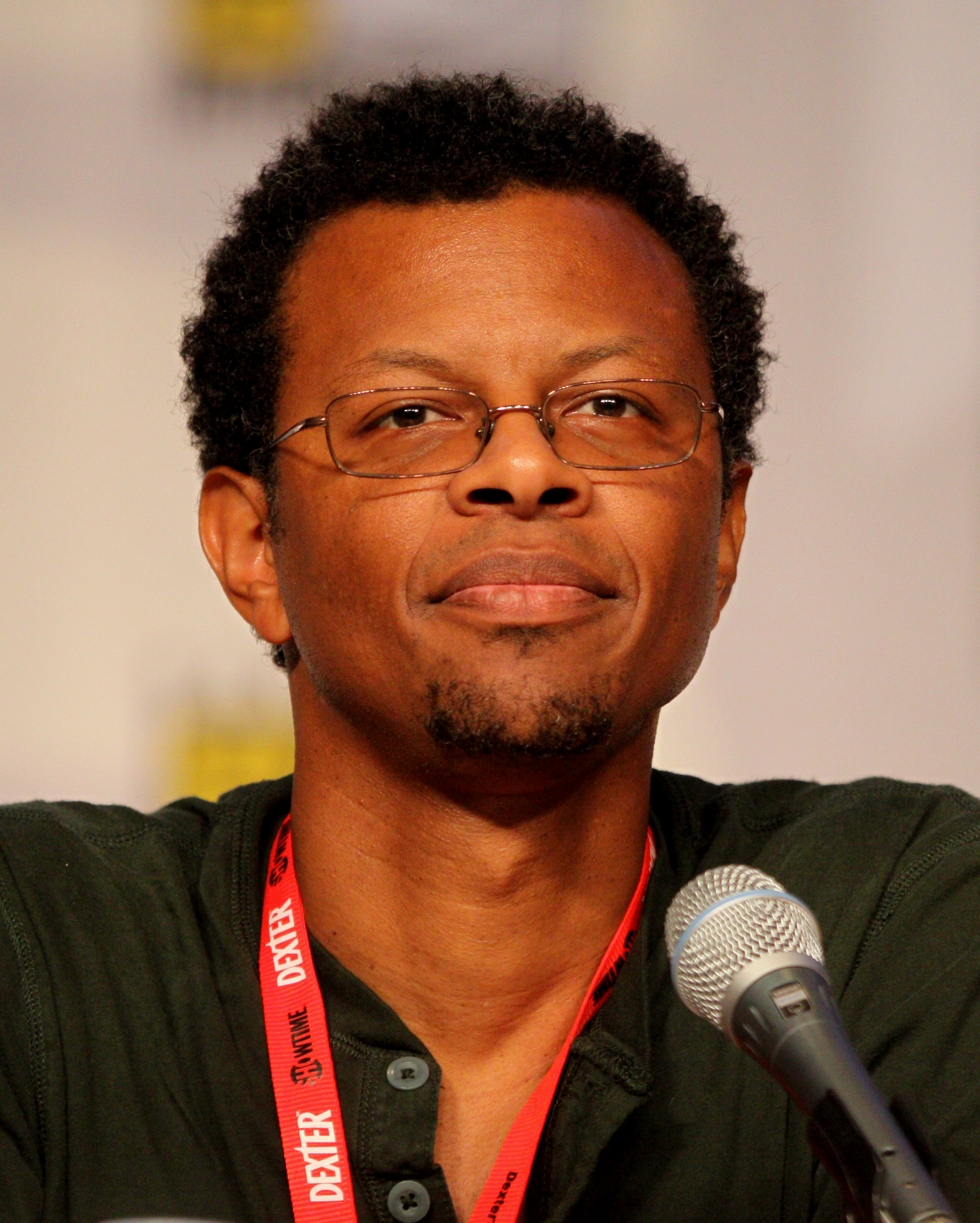
Phil LaMarr doppia Green Bettle e Aquaman
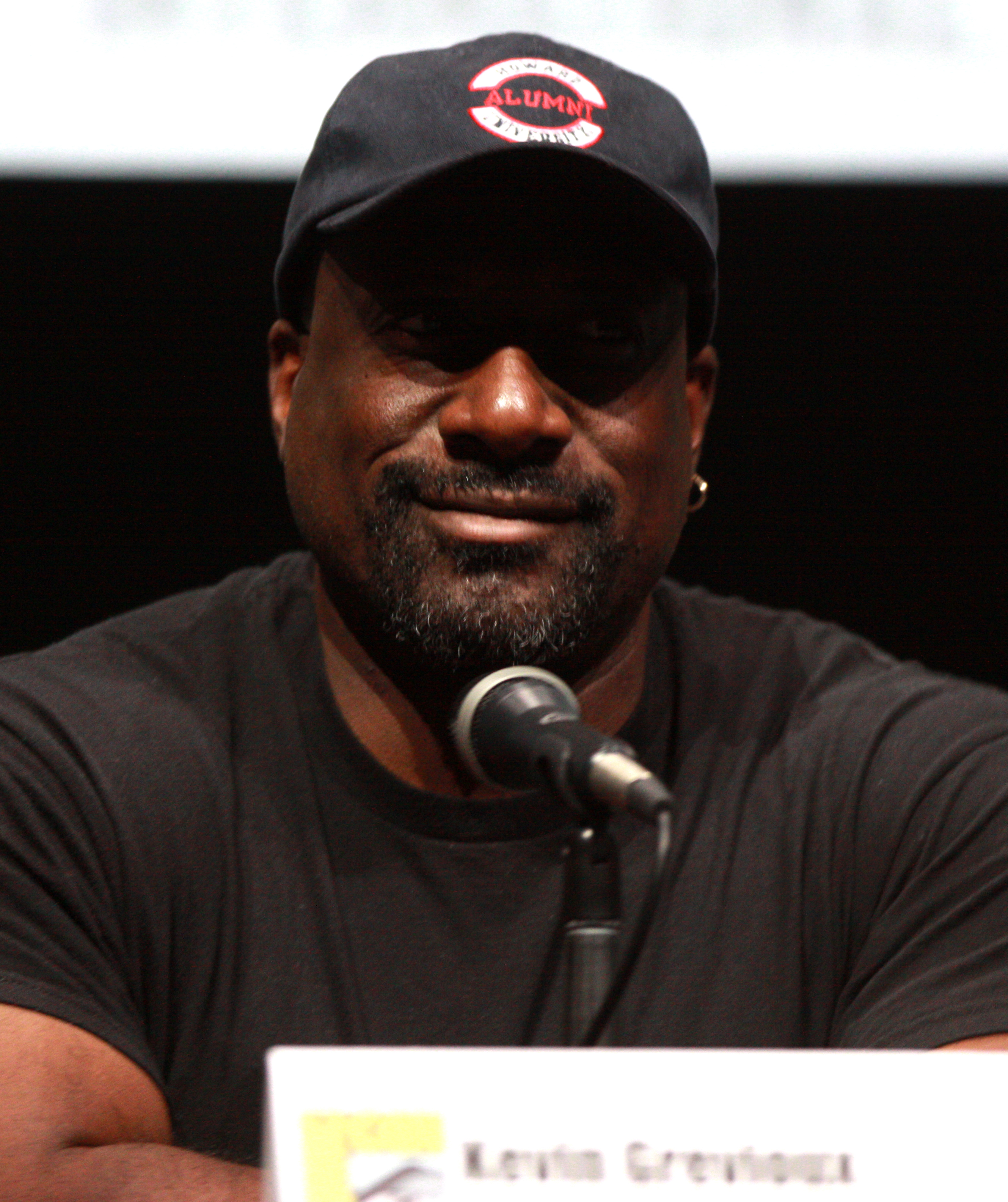
Kevin Grevioux doppia Black Beetle
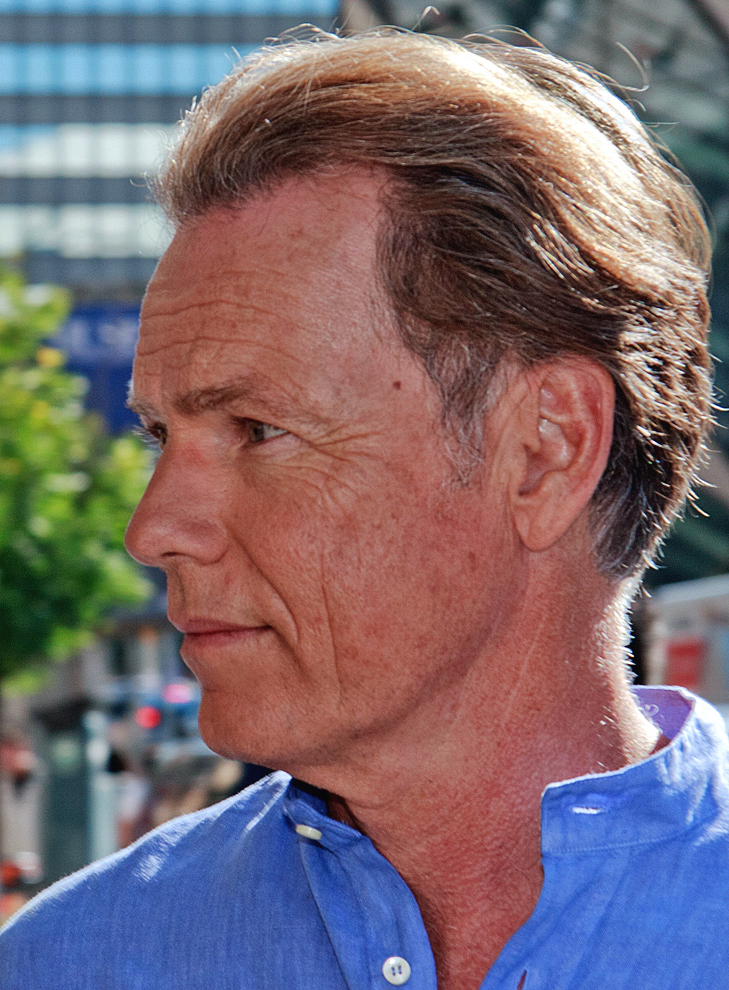
Bruce Greenwood doppia Batman
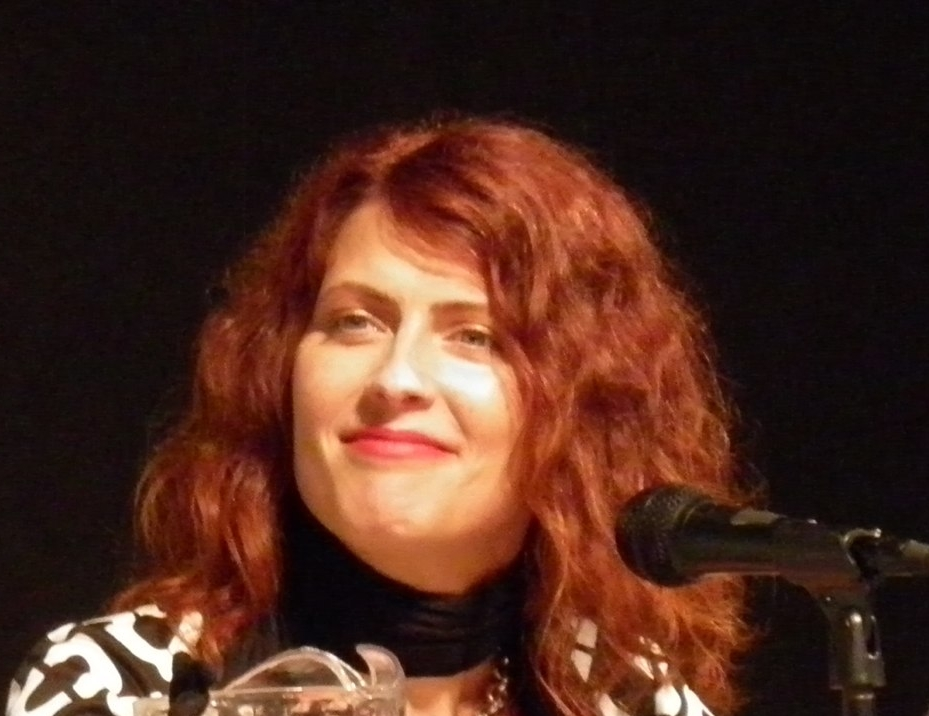
Vanessa Marshall doppia Black Canary
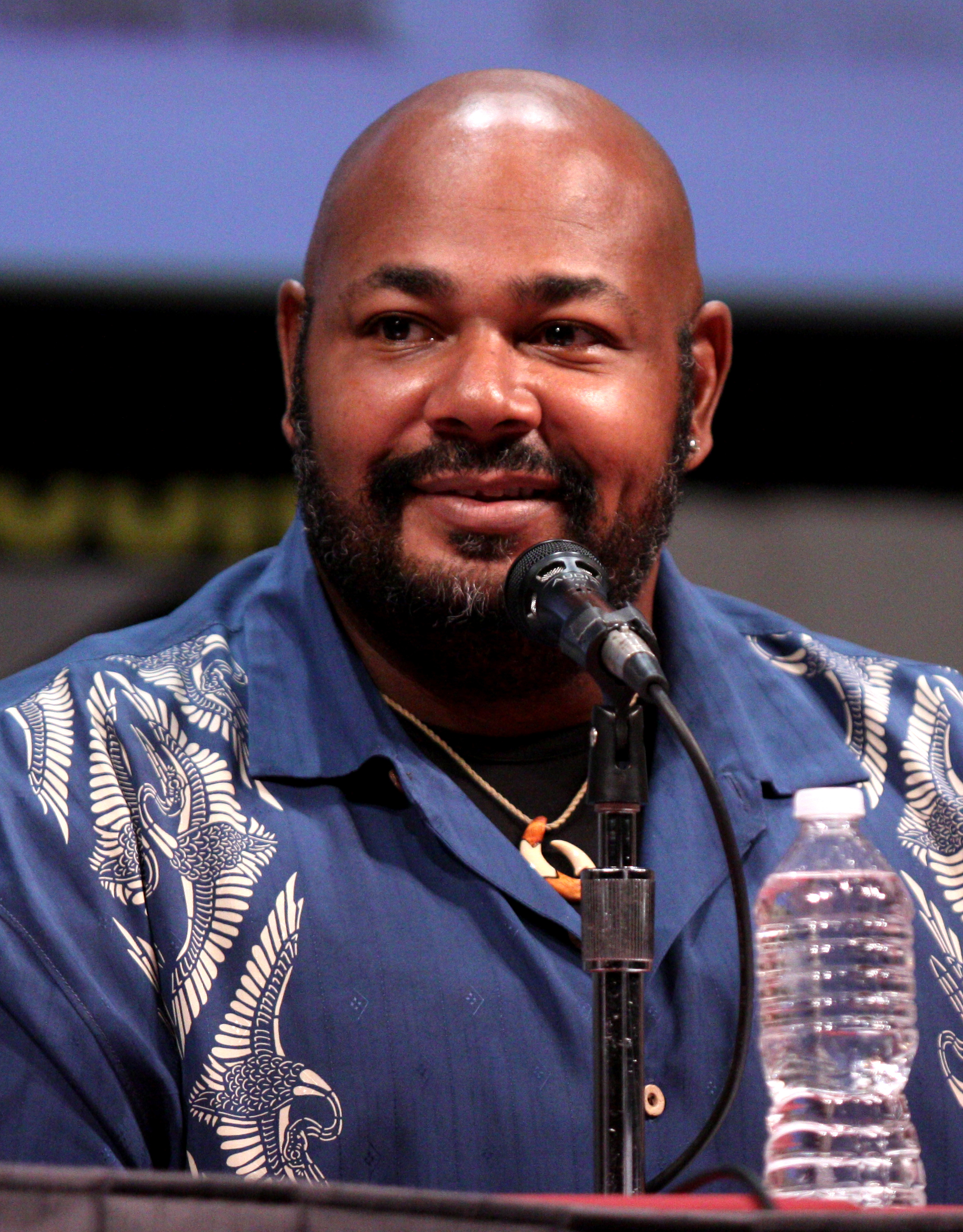
Kevin Michael Richardson doppia Martian Manhunter
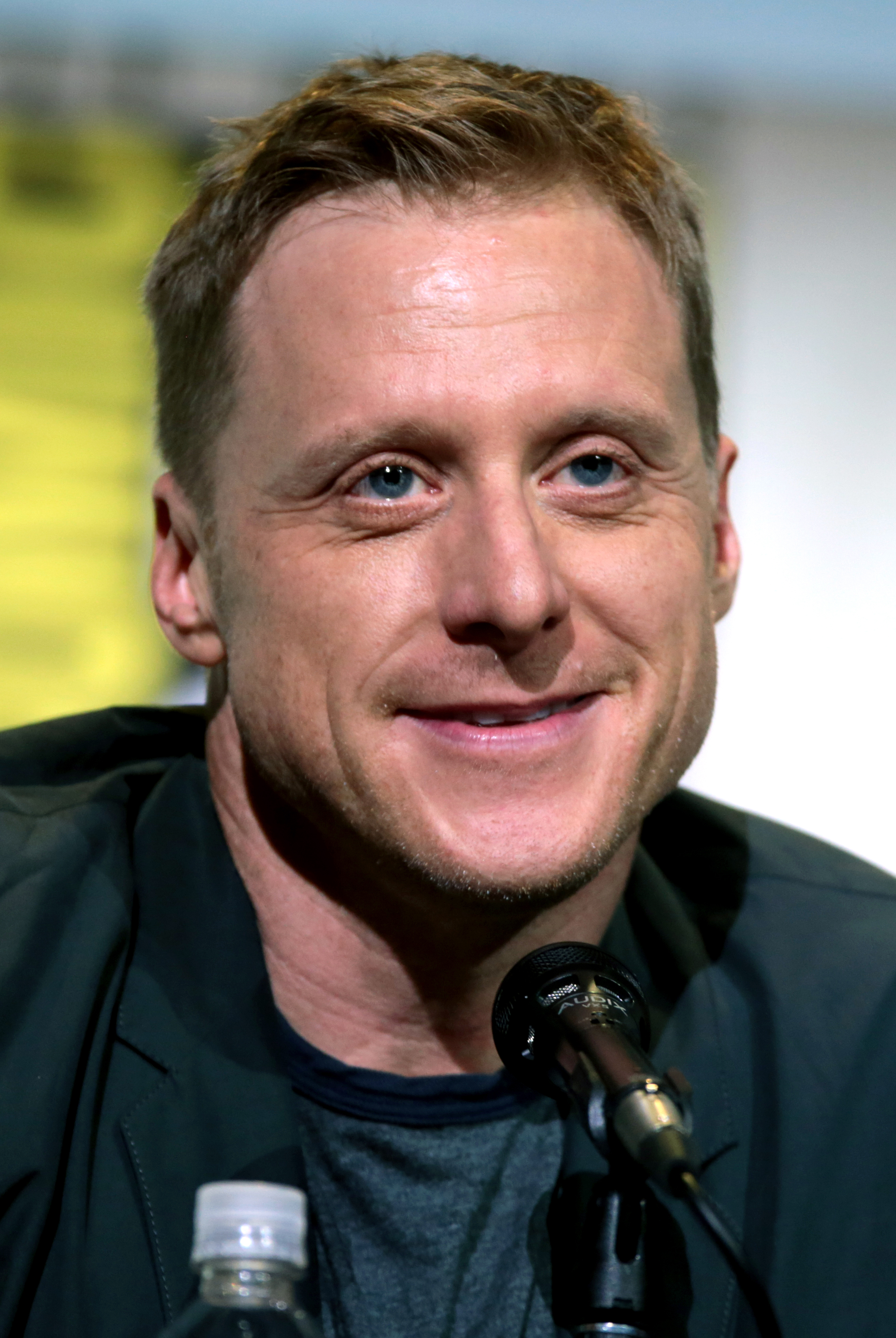
Alan Tudyk doppia Freccia Verde
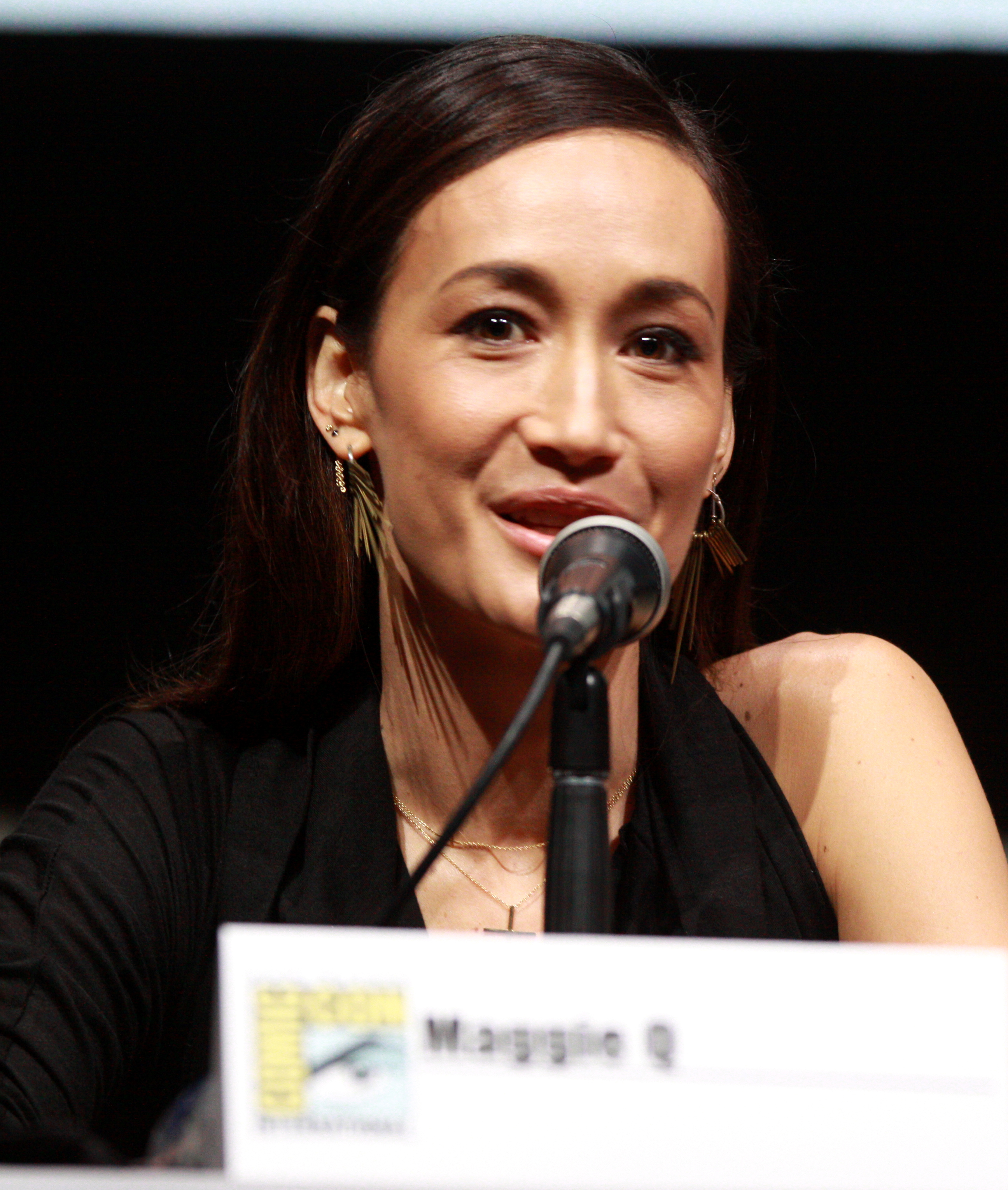
Maggie Q doppia Wonder Woman